# Abbaye Saint-Thomas de Leipzig
L’abbaye Saint-Thomas est une ancienne abbaye augustinienne à Leipzig.

## Histoire
L'abbaye est fondée comme une abbaye de chanoines réguliers de saint Augustin en 1212 par le margrave Thierry de Misnie. L'église Saint-Thomas, fondée vers 1160, fut cédée au monastère en tant qu'église d'un stift en 1213. L'église Saint-Nicolas, l'hôpital Saint-Georges et d'autres propriétés sont également cédées au monastère.
Le ménestrel Heinrich von Morungen, qui, selon la tradition, avait apporté avec lui une relique venant d'Inde de l'apôtre Thomas, entre au monastère à cette époque.
Lors de la Réforme protestante, l'abbaye est sécularisée en 1540, la propriété tombe entre les mains de la cour saxonne. La ville de Leipzig la lui achète, les bâtiments abbatiaux sont ensuite démolis pour laisser place à des terrains à bâtir.